# Fist of Legend
A Fist of Legend (kínaiul: 精武英雄, Csing vu jing hsziung (Jing wu ying xiong)) 1994-es kínai harcművészeti film, a főszerepben Jet Li látható. A film Bruce Lee 1972-es Tomboló ököl című filmjének újraforgatott verziója. A film a külföldi kritikusok tetszését is elnyerte, 2010-zel bezárólag ez volt Jet Li egyetlen olyan filmje, ami 100%-ot kapott a Rotten Tomatoes kritikusaitól. A Fist of Legend inspirálta a Wachowski testvéreket, amikor Jüan Ho-ping (Yuen Woo-ping)et kérték fel a Mátrix koreográfusának.
Szemet gyönyörködtető. [...] egy kungfuklasszikus.